# كلية مدراس المسيحية
كلية مدراس المسيحية (بالإنجليزية: Madras Christian College) هي، تأسست في 1836، في الهند.